# Meister des Bützow-Altars

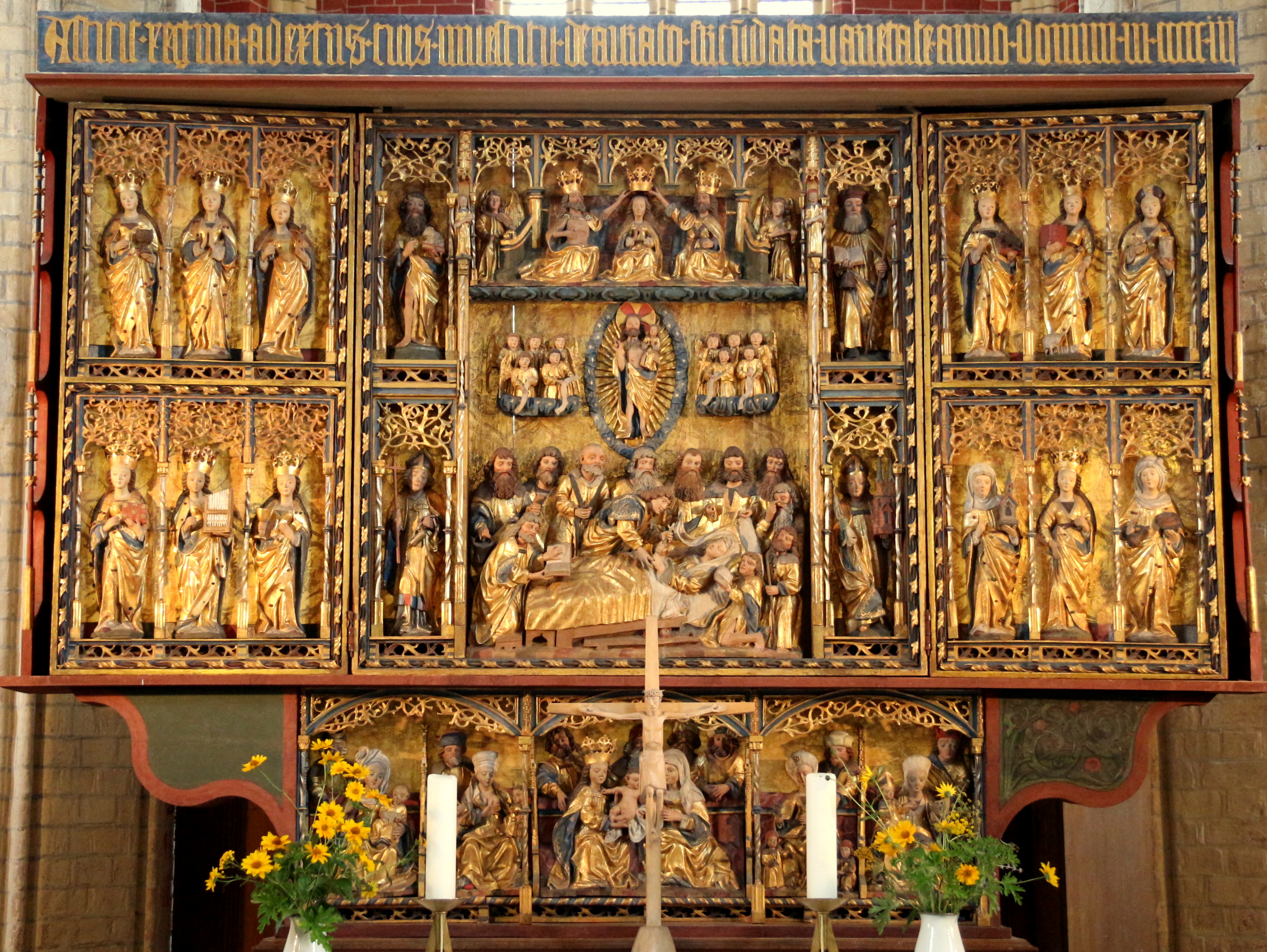
Hochaltarretabel (geöffnete Flügel)

Als Meister des Bützow-Altars wird ein niederdeutscher Maler des Spätmittelalters bezeichnet, der Ende des 15. und Anfang des 16. Jahrhunderts in seiner Werkstatt in Lübeck tätig war. Der namentlich nicht bekannte Künstler erhielt seinen Notnamen nach einem Marienaltar, den er für die Stiftskirche St. Maria, Johannes und Elisabeth zu Bützow geschaffen hatte.

## Geschichte

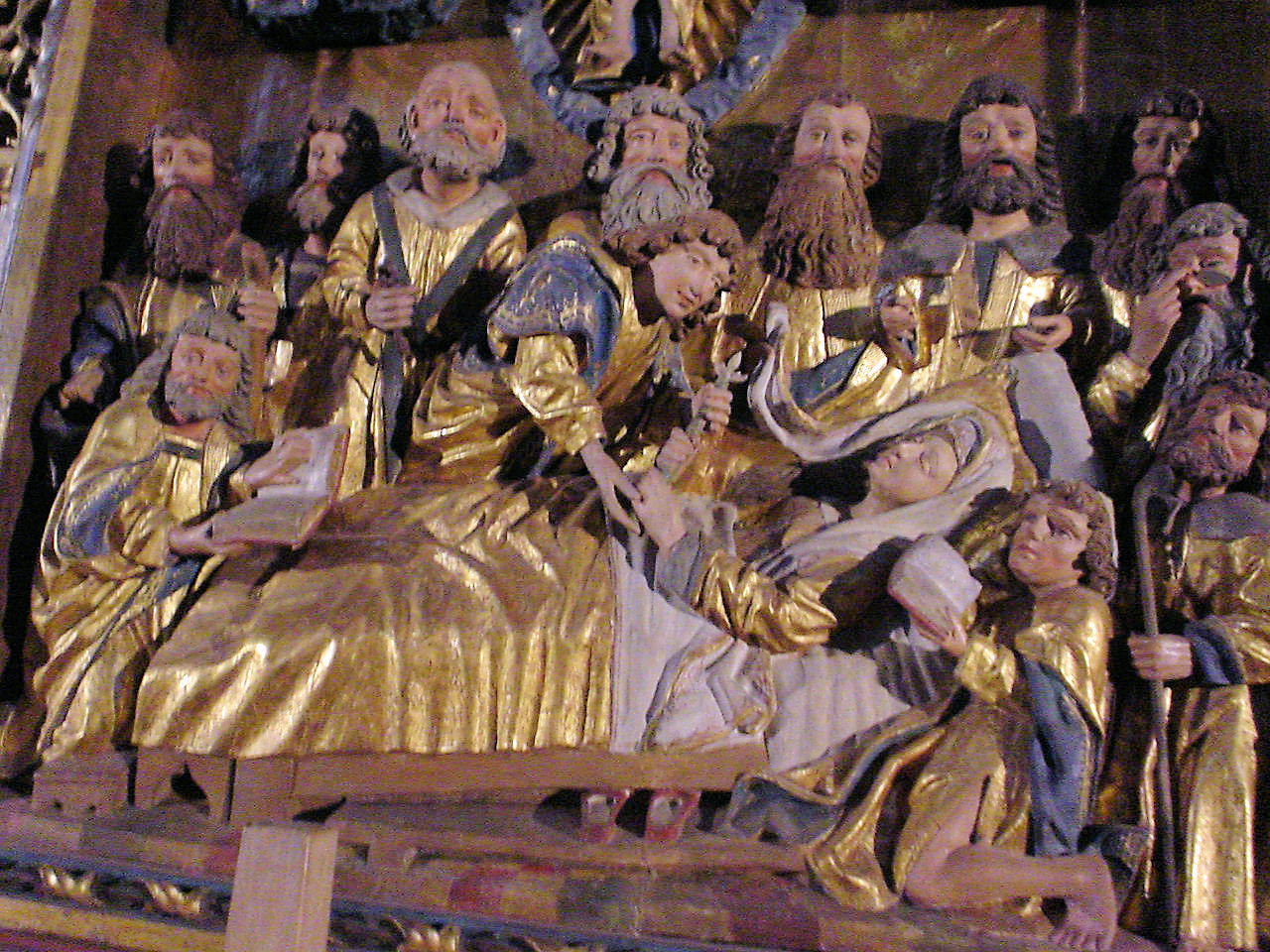
Darstellung des Marientodes am Altar in der Bützower Stiftskirche

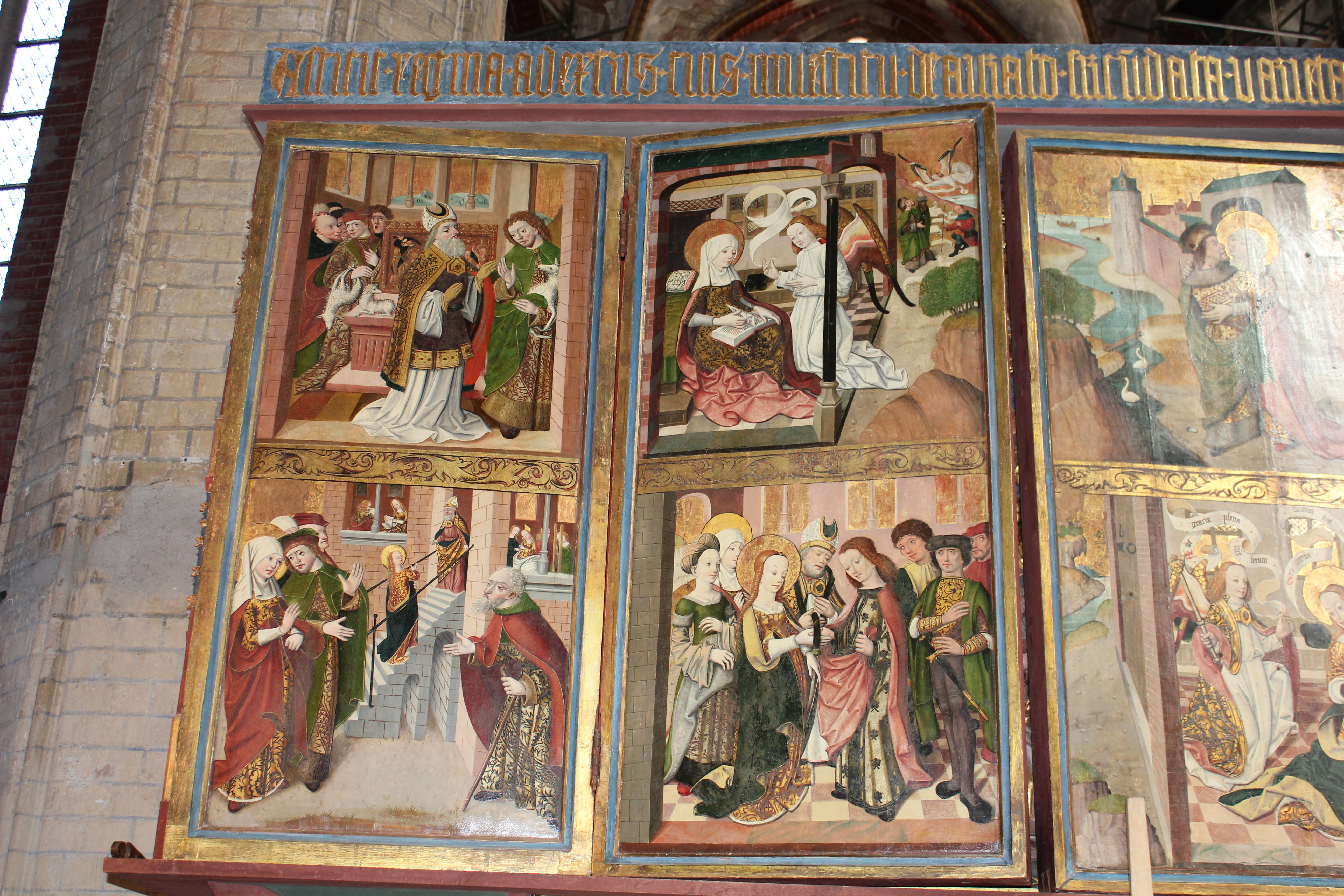
Der linke Flügel des Altars

Er bekam diesen Namen im 20. Jahrhundert nach dem auf 1503 datierten Marienaltar, der von dem Schweriner Bischof Konrad Loste der Stiftskirche Bützow gestiftet wurde. In der Zeit der Entstehung des Altars verzichteten die ausführenden Künstler oftmals auf eine Signatur ihrer Werke. Die Kunstgeschichte versucht daher, einem charakteristischen Werk eines Künstlers, wie hier dem namensgebenden Altar, weitere Werke aufgrund der künstlerischen Handschrift zuzuordnen. Im Falle des Meisters des Bützow-Altars sind dies die Altarflügel des Johannis-Altars der Fronleichnamsbruderschaft im St.-Annen-Kloster Lübeck, und zwar die Außenseiten der Standflügel und der äußeren Flügel, sowie große Teile des Altars in der Marienkirche in Parchim. Seine Mitwirkung am Altar der Kirche von Singö in Schweden ist strittig. Auch wird er mit dem Annen-Altar in der Kirche von Trondenes in Nordnorwegen in Verbindung gebracht.
Weitere Zuschreibungen:
- Ehemaliger Altar der Dorfkirche Witzin